# Pantelimon Comișel
Pantelimon Comișel (n. 1898 – d. ?) a fost un general român, care a îndeplinit funcția de comandant al Comandamentului Trupelor de Grăniceri (12 februarie 1948 - 30 decembrie 1950).
Generalul Pantelimon Comișel a luptat în ambele războaie mondiale.

## Primul Război Mondial
A absolvit Școala de ofițeri de rezervă a infanteriei din Dorohoi, promoția 1 aprilie 1917.
În primul război mondial era tînăr sublocotenent și se oferise voluntar. Fusese repartizat la o companie de mitraliere unde a început odiseea lui ca prizonier în Germania. Pantelimon Comișel a scăpat de la moarte numai datorită milei ofițerului german care l-a anchetat. După detenția într-un lagar românesc, el a fost transferat în Germania. Germanii au înființat în teritoriul ocupat lagare de muncă pentru prizonierii rămași în România pe care i-au folosit la munci agricole.
După încheierea Primului Război Mondial a urmat cursurile Școlii speciale de ofițeri de infanterie de la Sibiu, pe care le-a absolvit la 1 aprilie 1923.

## Grade militare
- 1943 - locotenent colonel în Marele Stat Major, Secția 1 Organizare-Mobilizare
- aprilie 1943 - Șef de Stat Major al Diviziei 1 Vânători de Munte
- 1985 - General Locotenent - În retragere.
- 1 decembrie 1998 - General de Divizie în retragere.

Mărturiile lui Pantelimon Comișel despre lovitura de stat de la 23 august 1944 sunt foarte utile. Tânărul ofițer de atunci descrie în amănunt o parte dintre ramificațiile conspirației, creând impresia că la complot a luat parte chiar mareșalul Ion Antonescu.
A fost o scurtă perioadă redactor-șef al revistei Frontiera, care a apărut în toamna anului 1945 ca un „organ militar de educație, cultură și informație a Regimentului 1 Grăniceri”, dar care urmărea, de fapt, răspândirea ideologiei comuniste în rândul militarilor grăniceri.
Generalul-locotenent (cu 2 stele) Pantelimon Comișel a îndeplinit funcția de comandant al Comandamentului Trupelor de Grăniceri în perioada 12 februarie 1948 - 30 decembrie 1950.

## Ordine și medalii
- Ordinul "MIhai Viteazul" cl. a III-a cu spade - Locotenent-colonel Comișel Pantelimon - din Secția 1 organizare-mobilizare a M. St. M: DR 1783/4.06.1945.
- Ordinul „23 August” clasa a V-a (10 august 1964) „pentru merite deosebite în opera de construire a socialismului, cu prilejul celei de a XX-a aniversări a eliberării patriei”[3]
- Medalia „Virtutea Ostășească” clasa I (7 mai 1985) „pentru faptele de arme săvîrșite în războiul împotriva Germaniei hitleriste, cu prilejul aniversării a 40 de ani de la victoria asupra fascismului”[4]